# Cophocerotis cinerea
Cophocerotis cinerea är en fjärilsart som beskrevs av W. Warren 1907. Cophocerotis cinerea ingår i släktet Cophocerotis och familjen mätare. Inga underarter finns listade i Catalogue of Life.